# St Andrew’s Presbyterian Church, Junee
St Andrew’s Presbyterian Church (svenska: S:t Andreas presbyterianska kyrka) är en kyrka belägen i orten Junee i New South Wales i Australien som tillhör presbyterianska kyrkan. Bygget av kyrkan, som är ritad av W J Monks från Wagga Wagga, påbörjades 1904 av juneeföretaget G H Mutch and Co. och kyrkan invigdes 1905.